# Paruline sombre
Basileuterus melanogenys
Espèce
Statut de conservation UICN

 LC  : Préoccupation mineure
La Paruline sombre (Basileuterus melanogenys) est une espèce de passereaux appartenant à la famille des Parulidae.

## Distribution
Cet oiseau vit dans la cordillère de Talamanca.

Carte de répartition de l'espèce

## Systématique
Trois sous-espèces sont reconnues :
- B. m. melanogenys S. F. Baird, 1865 – Costa Rica ;
- B. m. eximius Nelson, 1912 – Panama ;
- B. m. bensoni Griscom, 1927 – Panama.

## Habitat
Cet oiseau habite les chênaies montagneuses pourvues d'un sous-bois dense de bambous de 2 500 m d'altitude jusqu'à la limite des arbres où on la voit parfois dans le páramo.